# Burhinus bistriatus
Burhinus bistriatus là một loài chim trong họ Burhinidae.

## Hình ảnh

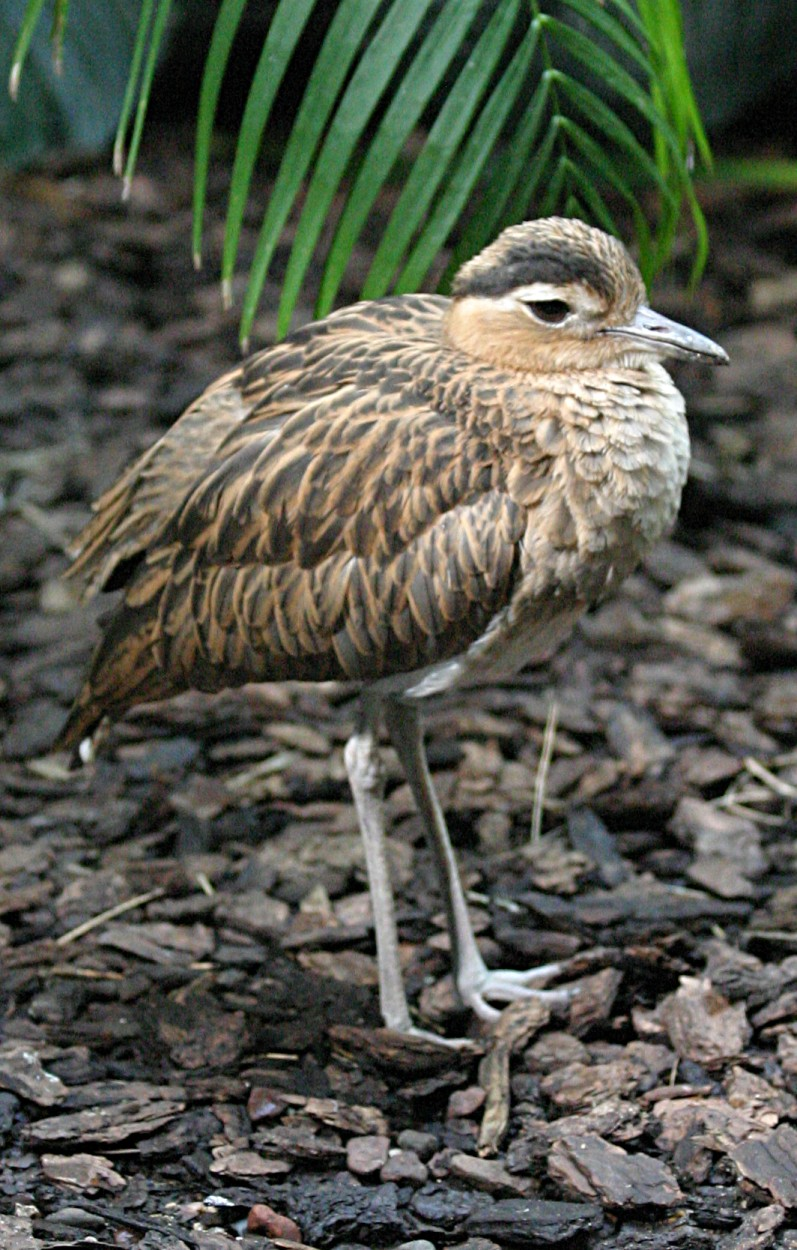
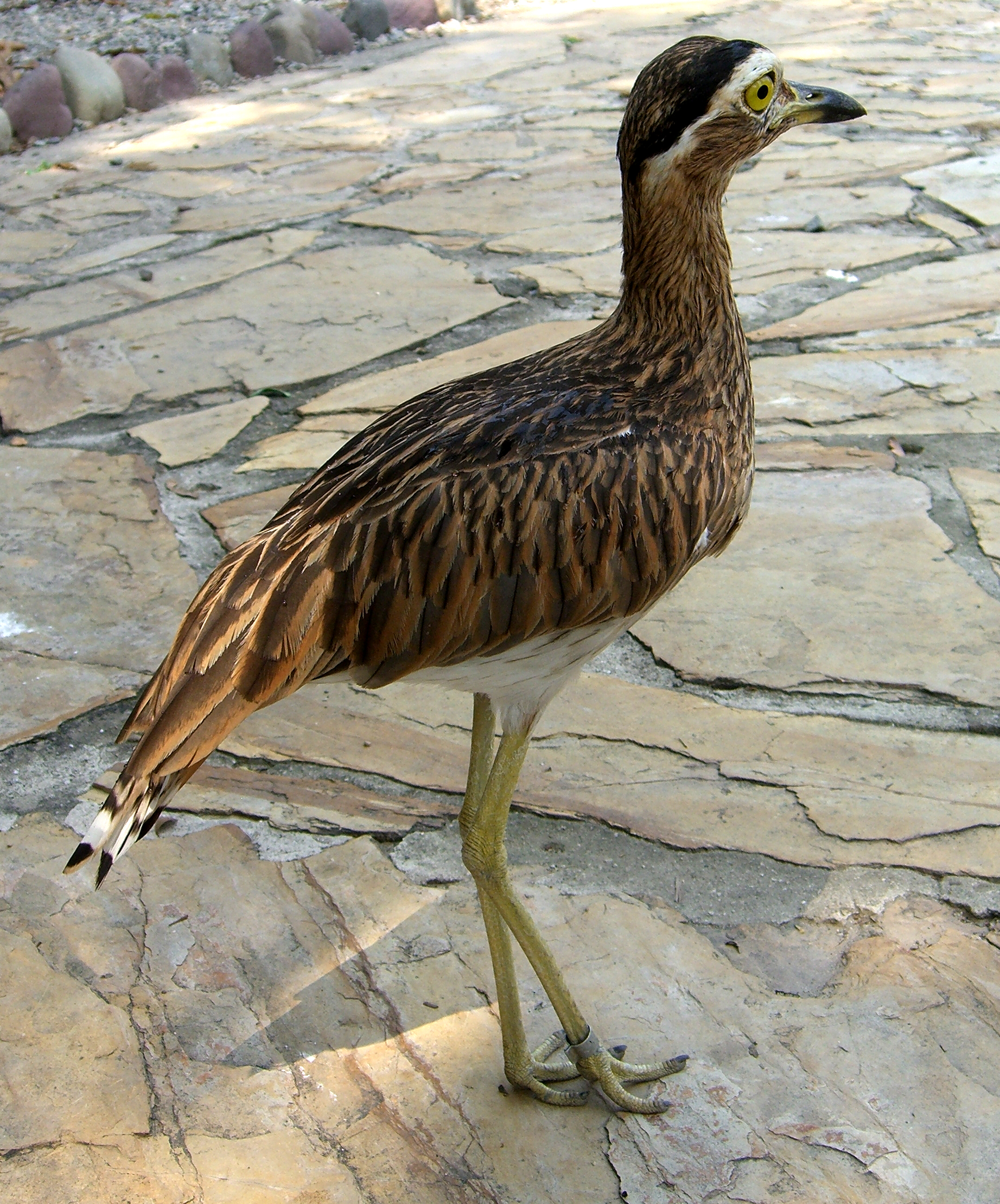